# 色當王國
色當王國（法語：Royaume des Sedangs）是19世紀末由法國探險家馬里-夏爾·達維德·德·邁勒納建立的短暫的政治實體，位於今日越南境內。
邁勒納曾為法國政府官員，牽扯進挪用公款。1888年在法屬印度支那獲得一個種植園。暹羅國王開始宣稱法屬領地附近領土的主權時，邁勒納說服緊張的殖民政府默許自己發動一場對內陸地區的遠征，同當地部落簽訂條約。然而到達以後，他反而說服當地部落創建一個由他統治的王國。為證明合法，他宣稱這些部落並非安南（越南）皇帝的主體或附庸國，因此有權獲得獨立。1888年6月3日，他受到巴拿族和色當族的推舉加冕成為國王，稱馬里一世，宣佈建立色當王國。
隨後，他將王國獻給法蘭西第三共和國，以換取貿易壟斷權，並暗示如果法國人不感興趣，普魯士人感興趣。當法國政府未能明確答覆時，邁勒納在香港同英國人接近。在那裡他被冷落後，他又於1889年來到比利時，一位名叫Somsy的金融家給他提供武器和金錢，以換取他王國的採礦權。馬里一世回色當時遭到法國海軍的阻撓，法國海軍封鎖了越南港口，並在新加坡將他的武器作為走私品進行扣押。
馬里一世在東南亞和歐洲旅行期間，向他的支持者授予了許多貴族頭銜、騎士勳章、以及其他各式各樣的獎章和其他物品，同時還印製了一系列色當王國的郵票。
1890年11月11日，馬里一世在英屬馬來亞的刁曼島死去。他的王國隨即遭到法屬印度支那和安南保護國併吞。

## 外部連結
- The Imperial Collection - A site documenting the history and stamps issued by Sedang.